# Форма вещей
Фо́рма веще́й (англ. The Shape of Things) — романтический драматический фильм 2003 года, сценарий и режиссура Нила Лабута по его одноимённой пьесе. В ролях Пол Радд, Рэйчел Вайс, Гретхен Мол и Фред Веллер. История разворачивается в небольшом университетском городке на Среднем Западе Америки и фокусируется на жизни четырёх молодых студентов, которые эмоционально и романтически связаны друг с другом. Центральными темами фильма являются стоицизм, пределы искусства, психопатия, близость и готовность людей делать что-то ради любви.

## Предыстория
Премьера спектакля «Форма вещей» состоялась во временном театре Алмейда на Кингс-Кросс в Лондоне в 2001 году с Полом Раддом в роли Адама, Рэйчел Вайс в роли Эвелин, Гретхен Мол в роли Дженни и Фредом Веллером в роли Филиппа. Спектакль поставил сам ЛаБют. По указанию автора, она должна была исполняться без антракта и занавеса. Спектакль был адаптирован для экрана Лабутом, и в нём оригинальные актёры повторяют свои роли в киноверсии.

## Сюжет
Когда «ботаник» Адам Соренсон (Пол Радд), изучающий английскую литературу в Mercy, вымышленном колледже Среднего Запада, встречает Эвелин Энн Томпсон (Рэйчел Вайс), привлекательную аспирантку-художницу, в местном музее, где он работает, его жизнь принимает неожиданный оборот. Никогда не имевший большого успеха у женщин, Адам польщён, когда Эвелин проявляет к нему интерес и, по её предложению, делает новую причёску, начинает регулярные физические упражнения, ест более здоровую пищу, одевается более стильно, ведёт себя более уверенно и доминантно. начинает носить контактные линзы вместо своих обычных очков. Эти первоначальные изменения, касающиеся внешности Адама, были хорошо восприняты другом Адама Филиппом (Фредерик Веллер) и невестой Филиппа Дженни (Гретхен Мол). Дженни так нравится новый образ Адама, что она увлекается Адамом, и они страстно целуются (остаётся неясным, занимаются ли Адам и Дженни сексом). Позже Эвелин уговаривает Адама сделать пластическую операцию, чтобы исправить его большой и естественно деформированный нос, и ей удаётся убедить его порвать с Филиппом и Дженни, отношения которых она разрушает.
В конце концов, Адам узнаёт, что он был частью дипломного проекта Эвелин, — тема, которую часто упоминают в разговорах, но никогда полностью не объясняют. Эвелин представляет Адама аудитории студентов и преподавателей как своё творение, объявляя, что её научный руководитель поручил ей «изменить мир», но вместо этого она решила «изменить чей-то мир». Её работа заключалась в том, чтобы «лепить» из Адама более привлекательного человека. Соответственно, ни одно из чувств, которые она проявляла к нему на протяжении всего фильма, не было искренним; ни на одном этапе их «отношений» она не влюблялась в него; её видеозаписи их занятий любовью — просто часть документации проекта. Она также объявляет, что не собирается выходить за него замуж, а обручальное кольцо, которое он ей предложил, — просто один из экспонатов её художественной инсталляции, «увенчание моего времени в Mercy».
Публично униженный и эмоционально опустошённый, Адам ссорится с Эвелин в галерее (поскольку после этого никто больше не явился на часть «вопросы и ответы» (Q&A — важная составная часть защиты проекта)), требуя объяснений её действий. Она отвечает, говоря, что он на самом деле должен быть ей благодарен, утверждая, что, объективно говоря, она оказала положительное влияние на его жизнь, сделав его более привлекательным и интересным человеком в глазах общества. Он называет это бессердечной шуткой, а не искусством, и просит вернуть кольцо его бабушки. Эвелин соглашается. Он спрашивает её, было ли «всё, что ты рассказала мне о себе, правдой», и она говорит ему, что то, что она шепнула ему на ухо в ночь, когда они занимались сексом, запечатлённом на плёнке, было правдой.
Эвелин оставляет Адама одного в галерее. Он подходит к телевизору и нажимает «Воспроизвести» — тот момент, где они вдвоём занимались любовью в постели. В слезах он пересматривает его снова и снова.

## В ролях
- Пол Радд в роли Адама Соренсона
- Рэйчел Вайс в роли Эвелин Энн Томпсон
- Гретхен Мол — Дженни
- Фредерик Веллер[англ.] — Филипп

## Факты
Спектакль несколько раз переиздавался с новыми составами. Киллиан Мёрфи и Флора Монтгомери снялись в постановке Gate Theater в Дублине в 2002 году. Брайан Райнхарт поставил постановку в Театре Берни Уэста в Нью-Йорке в 2007 году.
В январе 2011 года в лондонской галерее Soho пьеса была поставлена Томом Аттенборо.
В 2013 году Сэмюэл Филлер поставил его в Театре Аркола. Традиционно персонажей зовут Адам и Эвелин (отсылка к истории Эдемского сада), но если в постановке может потребоваться смена пола, двумя главными героями будут Эми и Эван.

## Публикация
The Shape of Things опубликована в действующем издании Broadway Play Publishing Inc.